# Жур (Призрен)
Жур (алб. Zhur, серб. Жур/Žur) — малый город в Косове, на левом берегу реки Белый Дрин, в 8 км к юго-западу от города Призрен, в 5 км к востоку от албанского села Морина, к западу от сёл Послиште и Билуша, к востоку от села Шкоза, у северного подножья хребта Коритник. Административно относится к общине Призрен Призренского округа.
В городе живут преимущественно албанцы-мусульмане.